# 赫爾克里斯雪原
赫爾克里斯雪原（英語：Hercules Névé），是南極洲的雪原，位於維多利亞地的博克格雷溫克海岸，處於登山家山脈地區，由新西蘭探險隊命名，現時由南極條約體系管理。